# Вонг, Эллен
Эллен Вонг (англ. Ellen Wong) — канадская актриса, наиболее известная по ролям Найвз Чау в фильме «Скотт Пилигрим против всех» и Джилл «Мыши» Чен в сериале «Дневники Кэрри».

## Ранние годы
Эллен Вонг родилась в округе Скарбороу, Торонто, Онтарио. Её предки — камбоджийцы. Вонг начала играть на сцене местного театра, параллельно учась в L’Amoreaux Collegiate Institute и работая в съёмочной группе на телевидении, начиная с 14 лет. Позже училась в Ryerson University, где изучала работу радио и телевидения.

## Карьера
Вонг продолжала играть в театре, совмещая увлечение с работой вплоть до 2005 года, когда она получила роль в эпизоде канадского телесериала «Страна чудес», а через год — в эпизоде американского шоу «Беглецы». Кроме того, Эллен изучала тхэквондо, но пришлось его оставить из-за плотного съёмочного графика.
Познания в боевых искусствах помогли актрисе получить роль Найвз Чау в фильме «Скотт Пилигрим против всех», хотя проходила пробы целых три раза, прежде чем её утвердили. На втором прослушивании режиссёр Эдгар Райт с удивлением узнал, что у актрисы зелёный пояс по тхэквондо, осознав, что «эта милая девушка может надрать задницу любому мужчине». По словам Эллен, роль Найвз привлекла её тем, что «не так часто азиатская девушка становится важной частью всего сюжета, при этом столь мощной и вдохновляющей».
В 2010 году Вонг получила роль в эпизоде телесериала «Необычная история». В 2011 году она снялась в роли медсестры Сьюзи Чао в телесериале совместного производства Global и ABC «Военный госпиталь». В 2012 году она получила номинацию на премию ACTRA Award за «Выдающееся исполнение женской роли» в короткометражном фильме Silent Cargo, рассказывающем о 12 эмигрантах, переправляющихся через океан в контейнере.
В 2012 году актриса снялась в фильме «Безмолвная ночь» — ремейке фильма ужасов «Тихая ночь, смертельная ночь» 1984 года. В 2013—2014 годах Вонг играла роль лучшей подруги Кэрри Брэдшоу, умной и проницательной Джилл Томпсон по прозвищу «Мышь», в телесериале «Дневники Кэрри» — приквеле сериала «Секс в большом городе». В 2016—2017 годах она исполняла роль второго плана в сериале «Тёмная материя», а в 2017—2019 годах — в сериале «Блеск». В 2021 году Вонг вместе с Майклом Кейном и Обри Плазой снялась в драмеди «Бестселлер».

## Фильмография
| Год       |     | Русское название           | Оригинальное название                    | Роль                |
| --------- | --- | -------------------------- | ---------------------------------------- | ------------------- |
| 2005      | с   | Страна чудес               | This Is Wonderland                       | Эми Ли              |
| 2006      | с   | Беглецы                    | Runaway                                  | Мейси               |
| 2010      | с   | Невероятная история        | Unnatural History                        | Хоши                |
| 2010      | ф   | Скотт Пилигрим против всех | Scott Pilgrim vs. the World              | Найвз Чау           |
| 2011      | кор | —                          | Silent Cargo                             | Дайю                |
| 2011      | с   | Военный госпиталь          | Combat Hospital                          | майор Сьюзи Чао     |
| 2012      | с   | —                          | Home Is Where the Hans Are               | Эллен               |
| 2010      | ф   | Безмолвная ночь            | Silent Night                             | Бренда              |
| 2013—2014 | с   | Дневники Кэрри             | The Carrie Diaries                       | Джилл «Мышь» Чен    |
| 2014      | кор | —                          | The Baddest Part                         | Оливия              |
| 2015      | с   | Касл                       | Castle                                   | Жу Йин              |
| 2015      | с   | Заведённые                 | Spun Out                                 | Андреа Лонг         |
| 2016      | с   | Сын Зорна                  | Son of Zorn                              | Нэнси               |
| 2016      | ф   | Пустота                    | The Void                                 | Ким                 |
| 2016      | кор | —                          | Full Moon Club                           | Джули               |
| 2016—2017 | с   | Тёмная материя             | Dark Matter                              | Мисаки Хан-Ширейкан |
| 2017      | ф   | Сфера                      | The Circle                               | Рената              |
| 2017—2019 | с   | Блеск                      | GLOW                                     | Дженни Чей          |
| 2018      | ф   | —                          | In the Life of Music                     | Хоуп                |
| 2018      | с   | Кондор                     | Condor                                   | Сара Тан            |
| 2019      | кор | —                          | Space Buddies                            | Рейчел              |
| 2020      | с   | Навстречу тьме             | Into the Dark                            | Энни                |
| 2020      | в   | —                          | Scott Pilgrim vs. the World Water Crisis | Найвз Чау           |
| 2020      | ф   | Кинофестиваль              | Film Fest                                | Эми                 |
| 2020      | тф  | Рождественский выбор       | The Christmas Setup                      | Мэделин Маккей      |
| 2021      | ф   | Бестселлер                 | Best Sellers                             | Рейчел Спенc        |